# Клер, Филипп
Филипп Клер (фр. Philippe Clerc; род. 24 декабря 1946, Port-Valais) — швейцарский легкоатлет, специалист по бегу на короткие дистанции. Выступал за сборную Швейцарии по лёгкой атлетике в 1967—1972 годах, чемпион Европы, победитель и призёр ряда крупных международных стартов, участник летних Олимпийских игр в Мюнхене.

## Биография
Филипп Клер родился 24 декабря 1946 года в муниципалитете Пор-Вале кантона Вале, Швейцария. Занимался лёгкой атлетикой в клубах «Ле Муре» и «Стад Лозанна».
Впервые заявил о себе на международном уровне в сезоне 1967 года, когда вошёл в состав швейцарской сборной и выступил в полуфинале Кубка Европы в Дуйсбурге, где в беге на 100 метров стал третьим. Будучи студентом, представлял Швейцарию на Всемирной Универсиаде в Токио — в дисциплинах 100 и 200 метров дошёл здесь до полуфиналов.
В 1969 году бежал 50 и 400 метров на Европейских легкоатлетических играх в помещении в Белграде. Позднее с личным рекордом 20,50 одержал победу в беге на 200 метров на Мировом классе в Цюрихе. На чемпионате Европы в Афинах завоевал бронзовую и золотую награды на дистанциях 100 и 200 метров. За эти выдающиеся достижения по итогам сезона был признан лучшим спортсменом Швейцарии.
В 1970 году стартовал в беге на 60 метров на чемпионате Европы в помещении в Вене, тогда как в беге на 100 метров вновь выиграл Мировой класс в Цюрихе. Принимал участие в Универсиаде в Турине — в дисциплине 100 метров финишировал в финале восьмым, в то время как в дисциплине 200 метров не смог преодолеть предварительный квалификационный этап.
На чемпитнате Европы 1971 года в Хельсинки дошёл до полуфинала в 100-метровом беге и стал пятым в 200-метровом беге.
В 1972 году отметился выступлением в дисциплине 50 метров на чемпионате Европы в помещении в Гренобле, где дошёл до полуфинала. Среди прочего — победил в дисциплине 100 метров на международном старте в Штутгарте. Благодаря череде успешных выступлений удостоился права защищать честь страны на летних Олимпийских играх в Мюнхене — бежал 100 и 200 метров, в обоих случаях остановился в четвертьфинале.
Был женат на британской бегунье Жанет Симпсон, умершей в 2010 году от сердечного приступа.